# La Bonne Ferte
La Bonne Ferte est un roman d'Albert Vidalie, publié en 1955 aux éditions Denoël et ayant reçu le prix des Libraires l'année suivante.

## Éditions
- La Bonne Ferte, éditions Denoël, 1955 (OCLC 1630464).